# جائزة ألمانيا الكبرى للدراجات النارية 1978
جائزة ألمانيا الكبرى للدراجات النارية 1978 هو سباق دراجات نارية أقيم بتاريخ 20 أغسطس 1978 في حلبة نوربورغرينغ. كان الجولة الحادية عشر من أصل 13 في سباق الجائزة الكبرى للدراجات النارية موسم 1978. فاز الإيطالي فيرجينيو فيراري بفئة 500 سي سي بينما جاء الفيتنامي جوني سكوتو في المركز الثاني وحصل على المركز الثالث الأمريكي كيني روبرتس.

## وصلات خارجية
- الموقع الرسمي